# Xenisthmidae
A Xenisthmidae  a sugarasúszójú halak (Actinopterygii) osztályához és a sügéralakúak (Perciformes) rendjéhez tartozó család.

## Rendszerezés
A családba az alábbi nemek és fajok tartoznak:
- Allomicrodesmus
  - Allomicrodesmus dorotheae
- Paraxenisthmus
  - Paraxenisthmus springeri
- Rotuma
  - Rotuma lewisi
- Tyson
  - Tyson belos
- Xenisthmus
  - Xenisthmus africanus
  - Xenisthmus balius
  - Xenisthmus chapmani
  - Xenisthmus clarus
  - Xenisthmus polyzonatus